# 다케베 마사나가

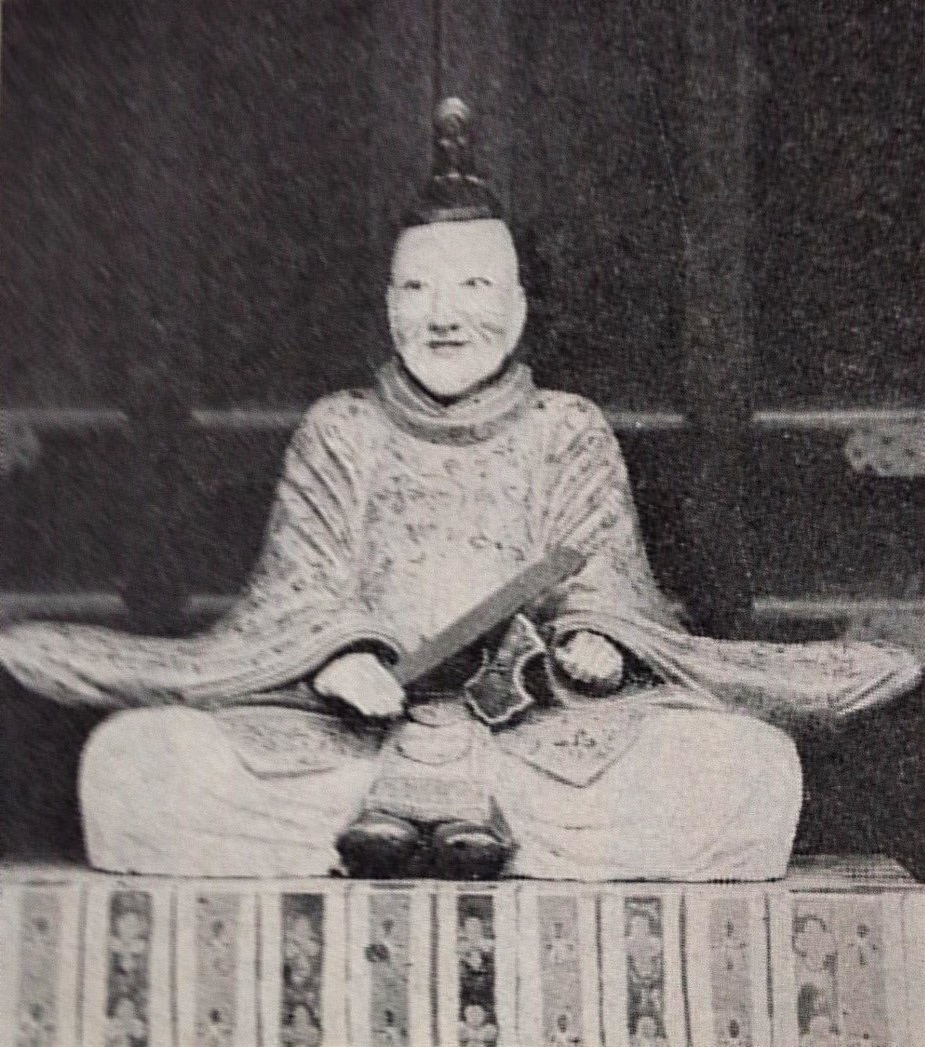
다케베 마사나가 목상

다케베 마사나가(建部政長)는 셋쓰 아마가사키번주, 하리마 하야시다 번 초대 번주를 지냈다. 다케베 미쓰시게의 3남으로 태어났다. 정실은 에도 막부 다이로 사카이 다다카쓰의 딸이다.
|  | 아마가사키번 번주 (다케베가) 1615년 ~ 1617년 | 후임 도다 우지카네 |

|  | 제1대 하야시다 번 번주 (다케베가) 1617년 ~ 1667년 | 후임 다케베 마사아키 |